# Erholungsurlaub (Deutschland)
Der Erholungsurlaub ist im deutschen Personalwesen und Arbeitsrecht die befristete Freistellung einer Arbeitskraft von ihrer Arbeits- oder Dienstpflicht zum Zwecke der Erholung unter Fortzahlung des Arbeitsentgelts.

## Allgemeines
Der Erholungsurlaub wird umgangssprachlich auch kurz „Urlaub“ genannt, obwohl letzterer der Oberbegriff für verschiedene, am Zweck orientierte Urlaubsarten ist. Es handelt sich um eine Art des Urlaubs, die im Vergleich zur Arbeitspause, Freizeit und Sonn- und Feiertagen die länger andauernde ununterbrochene Freistellung von der Arbeit darstellt. Nach den medizinischen Erkenntnissen zur Zeit des Inkrafttretens des Bundesurlaubsgesetzes (BUrlG) im Januar 1963 sollte eine Erholungsphase mindestens drei Wochen umfassen.
Der Erholungsurlaub dient der Erholung von der Arbeitsbelastung, vom Arbeitsleid, von der Arbeitsschwere sowie vom Stress und der Rekonvaleszenz der Arbeitskräfte. Zu den Arbeitskräften gehören Arbeitnehmer, Beamte, Richter, Soldaten und Selbständige.

## Geschichte
Vorläufer des gesetzlich vorgeschriebenen Erholungsurlaubs waren gegen Ende des 19. Jahrhunderts die Beschäftigten im Staatsdienst, die zwischen acht und zehn Tagen Erholungsurlaub erhielten. Für sie regelte ab März 1873 das Reichsbeamtengesetz, dass Beamte bezahlten Urlaub zwar beantragen könnten, ohne jedoch darauf einen Rechtsanspruch zu erlangen. Siemens billigte ab 1874 den „Beamten“ 14 Tage bezahlten Urlaub zu, den Arbeitern dagegen ab 1909 einen einwöchigen, nur teilweise bezahlten Urlaub.
Die ersten Urlaubsregelungen in Tarifverträgen stammen aus dem Jahre 1903. Damals erstritt der Zentralverband deutscher Brauereiarbeiter drei Tage bezahlten Urlaubs. Nach dem Ersten Weltkrieg standen allen Arbeitern mit Tarifvertrag einige Urlaubstage zu. Vor dem Zweiten Weltkrieg räumten auch Unternehmen der Privatwirtschaft ihren Angestellten ein Urlaubsrecht von zwei Wochen aufgrund betrieblicher Übung ein.
Werktätige erhielten in der SBZ aufgrund des Befehls Nr. 147 der SMAD vom Mai 1946 einen Anspruch auf bezahlten Erholungsurlaub, der im Oktober 1949 in der DDR-Verfassung verankert wurde. Seit 1965 gab es dort mindestens zwölf Tage, ab 1967 insgesamt 15 Tage Urlaub. Aufgrund des sozialen Arbeitsschutzes trat im Januar 1963 das Bundesurlaubsgesetz (BUrlG) in Kraft, das für alle Arbeitskräfte einen einheitlichen Mindesturlaub vorschrieb.

## Rechtsgrundlagen
Wichtigste Rechtsgrundlage für den Erholungsurlaub ist das Bundesurlaubsgesetz (BUrlG). Von den gesetzlichen Regelungen darf im Tarifvertrag, in der Betriebsvereinbarung oder im Arbeitsvertrag abgewichen werden, doch dürfen dabei die Mindestregelungen nicht unterschritten werden (Günstigkeitsprinzip). Bei Großunternehmen können aus Gründen der Betriebsorganisation auch Betriebsferien angeordnet werden, so dass ein großer Teil der Arbeitnehmer zur selben Zeit Erholungsurlaub nehmen muss.

### Arbeitsrecht
Jeder Arbeitnehmer hat nach § 1 BUrlG in jedem Kalenderjahr Anspruch auf bezahlten Erholungsurlaub. Der Urlaub beträgt gemäß § 3 BUrlG jährlich – altersunabhängig – mindestens 24 Werktage (bezogen auf die Sechs-Tage-Woche). Als Werktage gelten alle Kalendertage, die nicht Sonn- oder gesetzliche Feiertage sind.
In § 7 Abs. 2 BUrlG wird davon ausgegangen, dass der Urlaub ungeteilt genommen wird (Grundsatz der Unteilbarkeit). Werden Urlaubsansprüche auf das nächste Kalenderjahr (das am 31. März des folgenden Jahres endet) übertragen, müssen diese jedoch nicht mit dem neuen Urlaub verbunden werden.
Nach § 8 BUrlG darf während des Erholungsurlaubs keiner Erwerbstätigkeit nachgegangen werden; die Fortzahlung des Arbeitsentgelts während des Urlaubs ergibt sich aus § 11 BUrlG, wobei das Urlaubsentgelt vor Urlaubsantritt auszuzahlen ist. Die Abweichung in Tarifverträgen ist in § 13 BUrlG geregelt. An gesetzlichen Feiertagen, die auf einen Sonntag fallen, ist Arbeitnehmern dasjenige Arbeitsentgelt zu entrichten, das er ohne den Arbeitsausfall erhalten hätte (§ 2 Abs. 1 EntgFG).
Die Mitbestimmung des Betriebsrats erstreckt sich nach § 87 Abs. 1 Nr. 5 BetrVG auch auf die Aufstellung allgemeiner Urlaubsgrundsätze und des Urlaubsplans sowie die Festsetzung der zeitlichen Lage des Urlaubs für einzelne Arbeitnehmer, wenn zwischen dem Arbeitgeber und den beteiligten Arbeitnehmern kein Einverständnis erzielt wird.

### Berechnung
Das BUrlG spricht von 24 Werktagen, deren Anrechnung als Urlaub unabhängig davon erfolgt, ob der Sonnabend in dem jeweiligen Unternehmen ohnehin arbeitsfrei wäre oder nicht. Der Sonnabend ist urlaubsrechtlich ein Werktag, so dass ein Sonnabend auf den Urlaub angerechnet wird. In § 3 Abs. 2 BUrlG wird von der Sechs-Tage-Woche ausgegangen. Von dieser Regelung kann im Tarifvertrag oder Arbeitsvertrag zu Gunsten der Arbeitnehmer abgewichen werden, insbesondere wenn in einem Wirtschaftszweig an Sonnabenden nicht gearbeitet wird. Nicht auf den Urlaub angerechnet werden in die Urlaubszeit fallende Sonntage und gesetzlichen Feiertage, die ohnehin arbeitsfrei sind.
Die im BUrlG vorgeschriebenen 24 Werktage {\displaystyle UG} müssen auf eine Fünf-Tage-Woche umgerechnet werden, so dass folgender Dreisatz für die Ermittlung des tatsächlichen Urlaubsanspruchs {\displaystyle UT} gilt:
{\displaystyle UT={\frac {UG}{W6}}} und {\displaystyle UT\cdot W5}.
Der gesetzliche Anspruch von 24 Tagen bei einer Sechs-Tage-Woche {\displaystyle W6} wird auf die Fünf-Tage Woche {\displaystyle W5} umgerechnet:
{\displaystyle {\frac {24}{6}}=4} und {\displaystyle 4\cdot 5=20},
so dass bei einer Fünf-Tage-Woche ein Urlaubsanspruch von 20 Werktagen besteht.
Wird der in Urlaub befindliche Arbeitnehmer krank, so werden die aufgrund einer Arbeitsunfähigkeitsbescheinigung nachgewiesenen Tage der Arbeitsunfähigkeit auf den Erholungsurlaub gemäß § 9 BUrlG nicht angerechnet. Durch die Krankheitstage entsteht Resturlaub.

### Verjährung
Der gesetzliche Anspruch eines Arbeitnehmers auf bezahlten Erholungsurlaub unterliegt der Verjährung. Die dreijährige Verjährungsfrist beginnt erst am Ende des Kalenderjahres, in dem der Arbeitgeber den Arbeitnehmer über seinen konkreten Urlaubsanspruch und die Verfallfristen belehrt, den Arbeitnehmer zur Inanspruchnahme des Resturlaubs aufgefordert hat und der Arbeitnehmer den Urlaub dennoch nicht genommen hat. Kommt der Arbeitgeber seiner Pflicht auf Belehrung nicht nach, gibt es keine Verjährung.

### Spezialgesetze
Spezialgesetze wie das JArbSchG, Mutterschutzgesetz und SGB IX (Bundesgesetze) oder das Bildungsurlaubsgesetz (Landesrecht) enthalten Sonderbestimmungen für die jeweiligen Normadressaten. Die hierin aufgeführten Urlaubsarten unterliegen einer strengen Zweckbestimmung.
Jugendliche erhalten nach § 15 JArbSchG – nach Lebensalter gestaffelt – bis zu 30 Werktage Urlaub. Für Frauen im Mutterschutz gelten die Ausfallzeiten wegen eines Beschäftigungsverbots bei der Berechnung des Urlaubs als Beschäftigungszeiten (§ 24 MuSchG). Schwerbehinderte haben Anspruch auf einen bezahlten zusätzlichen Urlaub von fünf Arbeitstagen im Urlaubsjahr (§ 208 SGB IX). Gemäß § 3 Arbeitnehmerweiterbildungsgesetz NRW haben Arbeitnehmer Anspruch auf fünf Arbeitstage Arbeitnehmerweiterbildung im Kalenderjahr.

### Beamtenrecht
Beamten steht nach § 5 BUrlV im Urlaubsjahr ein Urlaub von 30 Arbeitstagen zu. Anders als das BUrlG spricht die BUrlV von Arbeitstagen. Arbeitstage sind alle Kalendertage, an denen Beamte Dienst zu leisten haben (§ 5 Abs. 4 BUrlV). Beamte haben Anspruch auf einen halben Arbeitstag zusätzlichen Erholungsurlaub (Zusatzurlaub) im Kalendermonat, wenn sie zu wechselnden Zeiten zum Dienst herangezogen werden und im Kalendermonat mindestens 35 Stunden Dienst in der Zeit zwischen 20 Uhr und 6 Uhr (Nachtdienststunden) leisten (§ 12 BUrlV). Diese Regelungen gelten auch für Bundesbeamte und Bundesrichter (§ 15 BUrlV).
Wer Urlaub nimmt, benötigt dafür die Genehmigung des Arbeitgebers bzw. Dienstherrn (Urlaubsschein; § 96 BBG); dieser kann oder muss wegen gesetzlicher Grundlagen den Urlaub unter Fortzahlung der Bezüge gewähren, in manchen Fällen auch unter Wegfall der Bezüge (siehe Sonderurlaub). Selbständige dagegen können Urlaub nach eigenem Ermessen nehmen, werden aber gleichwohl Rücksicht auf die Erfordernisse des Geschäftsbetriebs und insbesondere die Wünsche der Kunden, Klienten, Mandanten oder Patienten nehmen. Vor allem Kleinunternehmer gönnen sich daher oft wenig oder gar keinen Urlaub. Dies betrifft beispielsweise viele Landwirte.
Sonderurlaub ist in den §§ 5 ff. SUrlV für die verschiedensten Anlässe vorgesehen.

### Soldatenrecht
Nach § 1 SoldUrlV gelten für den Erholungsurlaub der Berufssoldaten und Soldaten auf Zeit die Vorschriften für Bundesbeamte entsprechend.

### Staffelung der Urlaubsdauer nach Lebensalter
Ältere Arbeitnehmer erhielten früher nicht selten aufgrund entsprechender tarif- oder arbeitsvertraglicher Regelungen mehr Urlaub als ihre jüngeren Kollegen. Eine unterschiedliche Urlaubsdauer nach Altersstufen ist jedoch nach § 10 AGG nur zulässig, wenn sie objektiv und angemessen und durch ein legitimes Ziel – etwa den Schutz der Gesundheit oder einen gesteigerten Erholungsbedürfnis älterer Beschäftigter – gerechtfertigt ist. Die Mittel zur Erreichung dieses Ziels müssen angemessen und erforderlich sein.
Das ist jedenfalls nicht der Fall, wenn Beschäftigte nach der Vollendung ihres 40. Lebensjahres in jedem Kalenderjahr Anspruch auf 30 Arbeitstage Urlaub haben, während der Urlaubsanspruch bis zur Vollendung des 30. Lebensjahres nur 26 Arbeitstage und bis zur Vollendung des 40. Lebensjahres nur 29 Arbeitstage beträgt. Eine entsprechende Regelung im TVöD wurde deshalb mit Wirkung zum 1. März 2012 abgeändert. Die Altersstaffelungen wurden im öffentlichen Dienst seit 2013 (Länder) bzw. 2014 (Bund, Kommunen) abgeschafft.
Das Landesarbeitsgericht Düsseldorf gab der Klage einer 24 Jahre alten Mitarbeiterin statt, der laut Manteltarifvertrag des Einzelhandels in Nordrhein-Westfalen 34 Urlaubstage pro Jahr zustanden, während Arbeitnehmer ab 30 Jahre 36 Tage Urlaub hatten. Das LAG hielt die nach dem Alter unterscheidende Regelung nicht nach § 10 AGG für gerechtfertigt. Es fehle an einem legitimen Ziel für diese Ungleichbehandlung.
Dagegen entschied das BAG mit Urteil vom 21. Oktober 2014, dass ein zusätzlicher Urlaubsanspruch von zwei Tagen ab dem 58. Lebensjahr keine Diskriminierung wegen des Alters darstellt. Das BAG billigte einem Schuhhersteller einen Gestaltungsspielraum zum Schutz älterer Mitarbeiter zu. Den habe das Unternehmen mit der Annahme nicht überschritten, die älteren Mitarbeiter bräuchten wegen der schweren Arbeit in der Produktion längere Erholungszeiten. Der Schuhhersteller gewährt Mitarbeitern bis zur Vollendung des 58. Lebensjahrs 34 Tage, ab der Vollendung des 58. Lebensjahres 36 Tage Erholungsurlaub.
Beschäftigte, die beim Urlaub wegen ihres Alters unzulässig diskriminiert werden, können in jedem Jahr eine nach oben angepasste Urlaubsdauer beanspruchen, sie können also so viele Urlaubstage verlangen wie die Altersgruppe mit den meisten Urlaubstagen.

### Einlösung und Verfall des Anspruchs
Bei der zeitlichen Festlegung des Urlaubs sind nach § 7 Bundesurlaubsgesetz grundsätzlich die Urlaubswünsche des Arbeitnehmers zu berücksichtigen. Dies gilt nicht, wenn dem dringende betriebliche Belange entgegenstehen (z. B. Betriebsferien, Saisonarbeit). Unter Umständen können auch die Urlaubswünsche anderer Arbeitnehmer aus sozialen Gründen (etwa Eltern mit Kindern) Vorrang haben. Der Urlaub ist zusammenhängend zu gewähren, es sei denn, dringende betriebliche Belange oder Gründe in der Person des Arbeitnehmers machen eine Teilung erforderlich. Zwölf Tage sind zusammenhängend zu nehmen (§ 7 Abs. 2 BUrlG).
Bei der Festlegung des Urlaubs von Beamten sind die „ordnungsgemäße Erledigung der Dienstgeschäfte“ zu gewährleisten und Stellvertretungskosten zu vermeiden (§ 2 ErholungsurlaubsVO des Bundes bzw. Parallelvorschriften der Länder).
Wenn zwischen dem Dienststellenleiter und den beteiligten Beschäftigten kein Einverständnis erzielt wird, unterliegt die Aufstellung des Urlaubsplanes und die Festsetzung der zeitlichen Lage des Erholungsurlaubs für einzelne Beschäftigte im öffentlichen Dienst nach § 80  Abs. 1 Nr. 6 BPersVG oder den entsprechenden Regelungen in den Personalvertretungsgesetzen der Länder der Mitbestimmung durch den Personalrat. Vergleichbares gilt in der Privatwirtschaft, wo dem Betriebsrat nach § 87 Abs. 1 Nr. 5 BetrVG ein Mitbestimmungsrecht eingeräumt wird.
Eltern legen ihren Urlaub meist auf die Schulferien, um die Freizeit mit ihren Kindern zu verbringen bzw. gemeinsam mit ihnen wegfahren zu können oder auch um ihre Betreuung zu gewährleisten. Das ist bei der Festlegung des Urlaubs grundsätzlich zu beachten. Bei Lehrern und einigen anderen Berufsfeldern muss der Urlaub generell in den Schulferien genommen werden.
Wird der Erholungsurlaub im Kalenderjahr nicht genommen, verfällt er am Jahresende, sofern er nicht wegen dringender betrieblicher oder in der Person des Arbeitnehmers liegender Gründe bis zu einem bestimmten Stichtag (meist: 31. März; auch bei Arbeitnehmern des öffentlichen Dienstes) auf das Folgejahr übertragen wird. Dies setzt aber in der Regel – außer bei Krankheit – einen rechtzeitig gestellten und vom Arbeitgeber nicht stattgegebenen Urlaubsantrag voraus. Ausnahmsweise erlischt ein Anspruch auf den gesetzlichen Mindesturlaub jedoch dann nicht, wenn der Arbeitnehmer bis zum Ende des Übertragungszeitraums erkrankt und deshalb arbeitsunfähig ist. In diesem Fall verfällt der Urlaub spätestens 15 Monate nach dem Ende des Urlaubsjahres.

### Urlaubsabgeltung
Einen Anspruch auf Urlaubsabgeltung, das heißt eine Zahlung für nicht genommene Urlaubstage, hat der Arbeitnehmer nur, wenn er seinen Erholungsurlaub aufgrund der Beendigung des Arbeitsverhältnisses nicht nehmen kann. Stirbt der Arbeitnehmer, ist sein Abgeltungsanspruch vererblich.
Auch Beamten kann nach der Rechtsprechung des Bundesverwaltungsgerichts, wenn sie bei Ausscheiden aus dem (aktiven) Dienst und Übergang in den Ruhestand krankheitsbedingt ihren Urlaub nicht mehr nehmen können, ein unionsrechtlich gebotener Anspruch auf Abgeltung des (noch nicht verfallenen) Mindesturlaubs (vier Wochen) zustehen.
Der Europäische Gerichtshof (EuGH) entschied am 6. November 2018 in einem Urteil zum Erholungsurlaub eines Arbeitnehmers, dass dieser nicht automatisch verfällt, wenn der Arbeitnehmer keinen Resturlaub beantragt. „Diese Ansprüche können nur untergehen, wenn der Arbeitnehmer vom Arbeitgeber zum Beispiel durch angemessene Aufklärung tatsächlich in die Lage versetzt wurde, die fraglichen Urlaubstage rechtzeitig zu nehmen“. Das gilt auch für die Auszahlung nicht genommenen Urlaubs nach Ende einer Beschäftigung. Die Urlaubsansprüche können demnach auch vererbt werden, indem die Erben (Rechtsnachfolger des Arbeitnehmers) eine finanzielle Abgeltung für nicht genommenen Urlaub verlangen können. Das Urteil bezieht sich auf zwei Vorabscheidungsersuchen des Oberverwaltungsgerichts (OVG) Berlin-Brandenburg und des Bundesarbeitsgerichts (BAG), Urteil vom 6. November 2018, Az. C-619/16 und C-684/16 sowie Az. C-569/16 und C-570/16.

### Vergütung während des Urlaubs
Während des Urlaubs haben Arbeitnehmer nach § 11 BUrlG einen Anspruch auf Fortzahlung der Vergütung (Urlaubsentgelt). Auf tarif- oder einzelvertraglicher Grundlage zahlen manche Arbeitgeber ein zusätzliches Urlaubsgeld.
Bei Beamten ergibt sich die Fortzahlung der Besoldung aus § 89 Abs. 1 Bundesbeamtengesetz bzw. den Parallelvorschriften der Länder. Urlaubsgeld wurde in der Vergangenheit auf gesetzlicher Basis gewährt, für Bundesbeamte etwa durch das Urlaubsgeldgesetz. Mittlerweile haben die meisten beamtenrechtlichen Gesetzgeber das Urlaubsgeld aber gestrichen.

### Urlaub nach Krankheit
Gemäß § 7 Abs. 1 Satz 2 Bundesurlaubsgesetz ist Urlaub nach einer Maßnahme der medizinischen Vorsorge oder Rehabilitation zu gewähren, wenn der Arbeitnehmer dies verlangt.
Der Urlaubsanspruch entsteht auch während der Zeit, in der der Arbeitnehmer bei Bestehen des Arbeitsverhältnisses krankheitsbedingt nicht arbeiten kann, so dass der volle Urlaub auch dann geltend gemacht werden kann, wenn der Arbeitnehmer während des gesamten Kalenderjahres keinen einzigen Tag gearbeitet hat. Das folgt daraus, dass das Bundesurlaubsgesetz (BUrlG) lediglich auf das Bestehen des Arbeitsverhältnisses abstellt.
Kann der Arbeitnehmer den Erholungsurlaub wegen krankheitsbedingter Arbeitsunfähigkeit nicht in Anspruch nehmen, erlöschen seine Ansprüche auf Gewährung oder Abgeltung des gesetzlichen Teil- oder Vollurlaubs (nicht eines darüber hinausgehenden Mehrurlaubs) trotz § 7 Abs. 3 und 4 BUrlG nicht bereits am 31. März des Folgejahres, sondern erst 15 Monate nach dem Ende des Urlaubsjahres. Wird der Arbeitnehmer im bestehenden Arbeitsverhältnis vor Ablauf dieser Frist wieder gesund, so muss er die Gewährung des Urlaubs – gegebenenfalls unter Beachtung von Ausschlussfristen, die im Zeitpunkt der Wiederherstellung der Arbeitsfähigkeit zu laufen beginnen – verlangen, ansonsten kann der Urlaub schon früher verfallen. Scheidet der Arbeitnehmer vor Ablauf der 15 Monate aus dem Arbeitsverhältnis aus, so muss er für die Geltendmachung seines Urlaubsabgeltungsanspruchs ebenfalls eventuell bestehende Ausschlussfristen beachten.